# Łuków (województwo lubuskie)
Łuków (niem. Bogendorf)– wieś w Polsce położona w województwie lubuskim, w powiecie żarskim, w gminie Trzebiel.
Wschodnią część wsi stanowi dawniej samodzielna wieś (Mały) Żaków.
W latach 1975–1998 miejscowość administracyjnie należała do województwa zielonogórskiego.